# Leptothorax goesswaldi
Leptothorax goesswaldi es una especie de hormiga del género Leptothorax, tribu Crematogastrini, familia Formicidae. Fue descrita científicamente por Kutter en 1967.
Se distribuye por Kazajistán, Francia, Alemania, Noruega, Suecia y Suiza. Se ha encontrado a elevaciones de hasta 1545 metros.